# 张泊泉
张泊泉（1915年—2009年10月11日），原名张庆云，男，直隶（今河北）高阳人，中华人民共和国政治人物，曾任广东省政协副主席，第四、五届全国政协委员。